# Paddy Kennedy
Paddy Kennedy (anglès: Patrick Brendan Kennedy)  (Clarecastle, 20 de juliol de 1929 - Nottingham, 8 de juny de 1966) va ser un matemàtic i jugador d'escacs irlandès.

## Vida i Obra
La seva família es va traslladar a viure a Cork el 1938, quan ell tenia nou anys. A Cork van ser escolaritzats ell i els seus germans. En acabar els estudis secundaris el 1946, va obtenir una beca per estudiar matemàtiques al University College Cork (avui federat a la universitat Nacional d'Irlanda), en el qual es va graduar el 1949 i va obtenir el màster el 1951. Els anys següents va fer estudis de postgrau a la universitat d'Exeter sota la direcció de Walter Hayman, el 1953 va ser nomenat professor de la universitat d'Aberystwyth i el 1954 va obtenir el doctorat a la universitat d'Irlanda amb una tesi sobre funcions subharmòniques.
Va ser professor del University College Cork fins al 1961, quan es va prendre un any sabàtic, i el 1962 va ser nomenat professor de la universitat de York, càrrec que va mantenir fins que es va treure la vida el 1966.
El 1949, amb vint anys, va ser campió nacional d'Irlanda d'escacs, guanyant totes les partides que va jugar, però mai va tornar a jugar als escacs a aquest nivell tan alt, i va anar abandonant la competició progressivament.
En morir, tenia a mig fer un llibre sobre funcions subharmòniques que va ser completat pel seu mestre, Hayman, i que va ser publicat el 1976.